# Општина Костел
Општина Костел (словен. Kostel) је једна од општина Југоисточне Словеније у држави Словенији. Седиште општине је насеље Вас.

## Природне одлике
Рељеф: Општина Костел налази се у јужном делу државе и погранична је према Хрватској. Општина обухвата горњи део долине реке Купе и јужне падине планине Готенишке горе.
Клима: У општини влада оштрија, планинска варијанта умерено континенталне климе.
Воде: Највећи водоток је погранична река Купа. Сви остали водотоци су мали и притоке су реке Купе.

## Становништво
Општина Костел је веома ретко насељена.

## Насеља општине
| - Ајбељ - Бања Лока - Брига - Брсник - Вас - Вимољ - Врх при Фари - Гладлока - Горења Жага - Горењи Поток - Готенц - Гргељ - Гривац | - Делач - Долења Жага - Долењи Поток - Дрен - Дрежник - Запуже при Костелу - Јакшичи - Јесенов Врт - Каптол - Костел - Крково над Фаро - Кужелич - Кужељ - Лазе при Костелу - Липовец при Костелу | - Маврц - Нова села - Оскрт - Падово при Фари - Петрина - Пирче - Планина - Поден - Подстене при Костелу - Поток - Пуц - Рајшеле - Раке | - Сапник - Село при Костелу - Славски Лаз - Средњи Поток - Сроботник об Колпи - Стелник - Стружница - Сухор - Тишенпољ - Фара - Хриб при Фари - Цолнарји - Штајер |  |